# Takahisa Nishiyama
Takahisa Nishiyama (西山 貴永 Nishiyama Takahisa?, nacido el 11 de julio de 1985 en Miyagi) es un exfutbolista japonés. Jugaba de delantero y su último club fue el Fujieda MYFC de Japón.

## Trayectoria

### Clubes
| Club              | País  | Año         |
| ----------------- | ----- | ----------- |
| Kawasaki Frontale | Japón | 2004 - 2007 |
| Yokohama FC       | Japón | 2007        |
| Vegalta Sendai    | Japón | 2008 - 2009 |
| Fujieda MYFC      | Japón | 2010 - 2015 |

## Estadística de carrera

### J. League
| Club              | Año   | J. League | J. League | Copa J. League | Copa J. League | Total | Total |
| Club              | Año   | Part.     | Goles     | Part.          | Goles          | Part. | Goles |
| ----------------- | ----- | --------- | --------- | -------------- | -------------- | ----- | ----- |
| Kawasaki Frontale | 2004  | 0         | 0         | -              | -              | 0     | 0     |
| Kawasaki Frontale | 2005  | 0         | 0         | 0              | 0              | 0     | 0     |
| Kawasaki Frontale | 2006  | 3         | 0         | 2              | 0              | 5     | 0     |
| Kawasaki Frontale | 2007  | 3         | 0         | 0              | 0              | 3     | 0     |
| Yokohama FC       | 2007  | 10        | 0         | 0              | 0              | 10    | 0     |
| Vegalta Sendai    | 2008  | 3         | 0         | -              | -              | 3     | 0     |
| Vegalta Sendai    | 2009  | 5         | 0         | -              | -              | 5     | 0     |
| Fujieda MYFC      | 2014  | 21        | 2         | -              | -              | 21    | 2     |
| Fujieda MYFC      | 2015  | 0         | 0         | -              | -              | 0     | 0     |
| Total             | Total | 45        | 2         | 2              | 0              | 47    | 2     |

## Palmarés

### Títulos nacionales
| Título    | Club              | País  | Año  |
| --------- | ----------------- | ----- | ---- |
| J2 League | Kawasaki Frontale | Japón | 2004 |
| J2 League | Vegalta Sendai    | Japón | 2009 |